# Андерсон (Техас)
Андерсон (англ. Anderson) — місто (англ. city) в США, в окрузі Граймс штату Техас. Населення — 193 особи (2020).

## Географія
Андерсон розташований за координатами 30°29′12″ пн. ш. 95°59′25″ зх. д. / 30.48667° пн. ш. 95.99028° зх. д. (30.486755, -95.990321).  За даними Бюро перепису населення США в 2010 році місто мало площу 1,33 км², з яких 1,33 км² — суходіл та 0,00 км² — водойми.

## Демографія
Згідно з переписом 2010 року, у місті мешкали 222 особи в 92 домогосподарствах у складі 63 родин. Густота населення становила 167 осіб/км².  Було 124 помешкання (93/км²).
Расовий склад населення:
| - 62,2 % — білих - 34,2 % — чорних або афроамериканців - 0,9 % — корінних американців |

До двох чи більше рас належало 1,8 %. Частка іспаномовних становила 3,2 % від усіх жителів.
За віковим діапазоном населення розподілялося таким чином: 22,1 % — особи молодші 18 років, 63,0 % — особи у віці 18—64 років, 14,9 % — особи у віці 65 років та старші. Медіана віку мешканця становила 40,5 року. На 100 осіб жіночої статі у місті припадало 76,2 чоловіків;  на 100 жінок у віці від 18 років та старших — 82,1 чоловіків також старших 18 років.
Середній дохід на одне домашнє господарство  становив 51 561 долар США (медіана — 44 219), а середній дохід на одну сім'ю — 58 694 долари (медіана — 45 156). За межею бідності перебувало 19,8 % осіб, у тому числі 30,0 % дітей у віці до 18 років та 0,0 % осіб у віці 65 років та старших.
Цивільне працевлаштоване населення становило 69 осіб. Основні галузі зайнятості: освіта, охорона здоров'я та соціальна допомога — 21,7 %, роздрібна торгівля — 18,8 %, публічна адміністрація — 10,1 %, сільське господарство, лісництво, риболовля — 8,7 %.